# Tema (circumscripció administrativa)

Temes de l'Imperi Romà d'Orient l'any 1025

Els temes eren les províncies de l'Imperi Romà d'Orient entre els segles viii i xi. Es caracteritzaven per tenir assentaments de pagesos-soldats. Inicialment, en foren quatre, que ocupaven gairebé tot Anatòlia: Cibírria, Armènia, Anatòlia i Opsícion. A aquestes, se n'hi van afegir dues més que existien ja a començaments del segle ix: Buccel·laris i Tracesis. A final del segle ix, per segregació i algunes conquestes, s'hi havien format 15 temes més: Selèucia, Paflagònia, Capadòcia, Carsiànon, Melitene, Mesopotàmia, Teodosiòpolis, Ibèria, Sebaste, Optimats, Càldia, Taure i Licandos. Encara se'n van formar quatre més a finals del segle x i principis de l'xi: Antioquia, Eufrates, Cilícia i Baspracània. Els temes es convertiren en divisions merament administratives després de la batalla de Mantziciert, el 1071.

## Context històric
Al llarg dels segles vi i vii, l'Imperi Romà d'Orient va estar sotmès a freqüents atacs dels diversos enemics. l'Imperi Sassànida pressionava per l'est, intentant apoderar-se de Síria, Egipte i Anatòlia. Les tribus dels eslaus i dels àvars feien incursions per Tràcia, Macedonia, Il·líria i Grècia i provaven d'establir-se als Balcans. Els longobards havien ocupat el nord de la península Itàlica. Per tal de fer front a aquesta creixent pressió en les províncies més allunyades a l'est, recentment recuperades per Justinià I (r. 527–565), Maurici (r. 582–602) van combinar l'autoritat civil suprema i l'autoritat militar en la persona d'un exarca, i així es van formar els exarcats de Ravenna i d'Àfrica. Aquesta nova manera d'administrar capgirava l'estricta separació entre càrrecs civils i càrrecs militars, que havien estat una de les peces clau de les reformes de Dioclecià (r. 284–305). En essència es tractava només d'un reconeixement formal cap a la figura d'un general d'àmbit local o mestre dels soldats, per damunt del corresponent prefecte del pretori, com a resultat de la precària situació en la seguretat de les províncies.

## Orígens
L'origen dels temes ha estat motiu de discussió entre els erudits. La mateixa paraula «tema» és d'etimologia incerta, tot i que la majoria dels autors secunden l'explicació de Constantí VII, el qual va escriure que el terme derivava d'una antiga accepció d'aquesta paraula grega equivalent a «emplaçament». La data exacta de la creació dels temes és també controvertida. Per la majoria dels historiadors del segle xx, l'establiment d'aquest sistema administratiu va tenir lloc per primera vegada amb l'emperador Heracli (r. 610–641), durant les darreres guerres entre romans d'Orient i sassànides. Entre els més notables defensors d'aquesta tesi està Gueorgui Ostrogorski, que basa la seva opinió en un fragment de la Crònica de Teòfanes el Confessor en el qual s'esmenta l'arribada de l'emperador Heracli «de les terres dels temes» l'any 622. Segons Ostrogorski, això "mostra que el procés d'establiment de tropes en àrees específiques d'Àsia Menor (temes) havia començat en aquella època." Aquest punt de vista, però, ha estat posat en dubte per historiadors posteriors que daten la creació dels temes en el període del 640 al 660, en el regnat de Constant II (r. 641–668). S'ha demostrat que, contràriament a la idea de tema establerta per Ostrogorski, referida a districte o regió on un estrateg tenia l'autoritat civil juntament a la militar, hi havia un altre concepte de la paraula tema, anterior a l'esmentat, que es referia exclusivament a l'exèrcit i només a finals del segle vii o començaments del VIII el concepte es va emprar per designar els territoris on l'exèrcit estava destinat.
Lligada a la qüestió de la cronologia està la qüestió de la transformació social i militar corresponent. El punt de vista tradicional, representat per Ostrogorski, afirma que l'establiment dels temes també va implicar la creació d'un nou tipus d'exèrcit. Segons aquest enfocament, en lloc de l'antiga força militar, que es basava principalment en la contractació de mercenaris estrangers, el nou exèrcit romà d'Orient estava basat en grups de soldats que eren alhora pagesos i que establien la residència habitual en el lloc on estaven destinats a defensar. Els autors més recents creuen, però, que la formació dels temes no va constituir un trencament radical amb el passat, sinó una evolució lògica de l'estructura preexistent al segle vi i que el seu impacte social fou mínim.

## Els primers temes: de l'any 640 al 770
El que és clar és que en algun moment a mitjan segle vii, probablement entre finals de la dècada del 630 i començaments del 640 durant les Guerres arabo-romanes, els exèrcits imperials es van retirar d'Anatòlia i va ser reassignats als districtes que llavors s'anomenarien temes. Territorialment cada tema corresponia a les antigues províncies romanes i, llevat d'algunes excepcions, coincidien també en les fronteres. Els primers quatre temes s'anomenaven: dels Armenis, dels Anatòlics, de Tràcia i d'Opsícion. L'esclat de la guerra civil que va tenir lloc al califat Rashidun amb l'arribada al poder d'Alí ibn Abi-Tàlib l'any 656 va permetre a l'emperador romà d'Orient Constant II va utilitzar per reforçar les seves defenses, estendre i consolidar el seu control sobre Armènia i, sobretot, iniciar una important reforma de l'exèrcit amb l'establiment dels temes, que formarien la columna vertebral del sistema defensiu romà d'Orient durant els segles a venir.
- El tema dels Armeníacs (Θέμα Άρμενιάκων, Thema Armeniakōn), és esmentat per primera vegada el 667, i fou el successor de l'exèrcit d'Armènia; ocupava les antigues àrees de la regió del Pont, Armènia Menor i nord de Capadòcia. La capital era Amasia.[13][14]
- El tema dels Anatòlics (Θέμα Άνατολικῶν, Thema Anatolikōn), és esmentat per primera vegada el 669 i era el successor de l'exèrcit de l'orient, també anomenat Άνατολῆ (Anatolē). S'estenia des del sud de l'Àsia Menor fins a la part central i tenia com a capital Amòrion.[15][16] Junts, aquests dos temes formaven la primera línia de defensa de l'Anatòlia romana d'Orient, que feia frontera amb poblacions musulmanes i síries respectivament.
- El tema dels Tracesis (Θέμα Θρᾳκησίων, Thema Thrakēsiōn), va ser esmentat per primera vegada, sense que la citació fos dubtosa, cap a finals del 740, era el successor de l'exèrcit de Tràcia i abastava la costa oest d'Àsia Menor (Jònia, Lídia i Cària), amb capital probablement a Chonae.[17]
- El tema d'Opsícion (Θέμα Ὀψικίου, Thema Opsikiou), és esmentat per primera vegada el 680, i es va constituir a partir del romanent de l'antic territori anomenat en llatí Obsequium. Abastava el nord-oest d'Àsia Menor (Bitínia, Paflagònia i parts de Galàcia), que tenia com a capital Nicea. El seu governant era l'únic que tenia el títol de comes.[18]

A més d'aquests quatre districtes, estava la gran divisió territorial anomenada els Karabisianoi (en grec Kαραβισιάνοι), que es podria traduir per «la gent dels vaixells». Aquesta secció apareix esmentada per primera vegada el 680 i probablement es va formar amb el romanent de l'exèrcit d'Il·líria o potser també sobre l'antiga estructura anomenada quaestura exercitus. No va formar mai un tema pròpiament dit, però els seus membres ocupaven parts de la costa sud d'Àsia Menor i les illes de la mar Egea, amb un estrateg destinat probablement a Samos. Constituïa el gruix de l'exèrcit de la marina romana d'Orient que es va enfrontar amb la recent creada flota àrab, que després de la batalla dels Pals va competir amb l'Imperi Romà d'Orient pel control de la Mediterrània. En aquella ocasió els carabisianoi es van sentir insatisfets amb la seva actuació i cap al 720 es van desintegrar per formar el tema dels Cibirreotes (Θέμα Κιβυρραιωτῶν, Thema Kibyrrhaiotōn), amb vaixells de vela ràpida vigilant la costa sud d'Àsia Menor i les illes de l'Egeu.
La part de la regió de Tràcia que estava sota control romà d'Orient es va constituir com a tema probablement vers l'any 680, com a resposta a l'amenaça búlgara, encara que durant un temps el govern de Tràcia sembla que va estar durant un temps exercit pel comte d'Opsícion. Les successives campanyes a Grècia dels emperadors de la dinastia heracliana van portar a la progressiva recuperació del control, que estava amenaçat pels invasors eslaus, i a l'establiment del tema de l'Hèl·lade (θέμα Ἑλλάδος) entre el 687 i el 695. L'illa de Sicília també va constituir un tema cap a finals del segle vii però les possessions imperials en la península Itàlica van romandre sota l'exarca de Ravenna o governades per ducs locals, igual com va passar a l'Àfrica romana d'Orient fins a la caiguda de Cartago el 698. Al mateix temps, Creta i Quesonès a Crimea, van formar jurisdiccions anomenades arcont (ἀρχοντία).
A final del segle, els temes havien esdevingut la forma d'administració característica de l'imperi. La grandària i el poder acumulat pels seus governants va afavorir que alguns estiguessin temptats a revoltar-se contra el govern central de l'emperador, sobretot durant el turbulent període del 695 al 715, i una altra vegada durant la gran revolta d'Artabasd del 741-742. L'alçament d'Artavasdes va fer pensar que calia fer canvis en els temes d'Anatòlia: l'excessivament gran Opsícion es va subdividir en dos temes, el dels Buccel·laris (Βουκελλάριον, Buccel·larion) i el dels Optimats (Ὀπτιμάτοι, Optimatoi), mentre que la responsabilitat de la guàrdia imperial va passar a estar assumida per un cos militar especial, els tagmata.

## L'auge del sistema: del 780 al 950
Malgrat la prominència que van assolir, va haver de passar un temps abans no van arribar a ser la unitat bàsica del sistema administratiu imperial. Encara que cada tema estava relacionat amb una regió específica a començaments del segle viii, no va ser fins a les acaballes d'aquest segle que l'administració fiscal es va organitzar al voltant dels temes, substituint l'antic sistema de províncies. Aquest procés d'unificar el control sobre els assumptes civils i militars en mans d'estrategs es va completar a mitjan segle ix, el qual és el model de tema esmentat en textos com el Cletorològion i Sobre l'administració de l'imperi.
Al mateix temps, la necessitat de protegir Anatòlia de les incursions àrabs va portar a la creació, entre finals del segle viii i començaments del ix, d'una sèrie de petits districtes fronterers, les anomenades clisures i clisurarquies. Aquests termes es feien servir anteriorment per referir-se a construccions fortificades situades estratègicament a dalt de muntanyes per controlar llocs de pas i amb el temps es van emprar per anomenar tot l'àmbit d'un districte que formava un comandament separat sota la direcció d'un clisurarca, al qual se li confiava la tasca d'organitzar els recursos locals per tal d'enfrontar-se a atacs de mitja o petita escala. Gradualment, alguns d'aquests destacaments van ser elevats al rang de temes.

## El declivi: del 960 al 1070
Al segle x va començar l'expansió cap a orient i als Balcans, concretament durant les campanyes dels emperadors Nicèfor II (r. 963-969), Joan I Tsimiscés (r. 969-976) i Basili II (r. 976–1025), i els nous territoris es van incorporar en el sistema dels temes, encara que aquests van ser generalment més petits que els establerts en segles anteriors.
En aquesta època van sorgir una nova mena de temes, els anomenats "menors" () o "temes d'Armènia" (ἀρμενικὰ θέματα), que segons les fonts documentals romanes d'Orient estaven clarament diferenciats dels tradicionals, anomenats per distingir-los de les "grans" o "romanes" (ῥωμαϊκά θέματα). La majoria consistien simplement en una fortalesa i el territori del voltant amb un estrateg jove (que els àrabs anomenaven zirwar i zoravar els armenis) que comandava uns 1.000 soldats, principalment infanteria. Com indica el seu nom, la major part dels seus membres eren armenis ja fossin indígenes o establerts a Armènia per les autoritats romanes d'Orient. Una de les seves peculiaritats era el nombre excessivament gran d'oficials (tan sols al tema de Charpezikion hi havia 22 oficials veterans i 47 novells, els tourmarchai).
Encara que ben preparats per la defensa, els temes d'Armènia no tenien capacitat per respondre a invasions a gran escala ni per mantenir ofensives per elles mateixes. Per tant, des del 960, s'hi van anar estacionant regiments cada cop més professionals, en part procedents dels antics temes i en part amb les noves formacions situades a la frontera. Per comandar-los i coordinar les forces dels temes menors fronterers es van nomenar dirigents de grans regions i es van formar "ducats" o "catepanats". A l'orient, Joan I Tsimiscés, va crear-ne els tres primers: el del duc d'Antioquia, el del duc de Khaldia i el del duc de Mesopotàmia. Mentre l'Imperi Romà d'Orient s'expandia cap a la gran Armènia a començaments del segle xi, aquests temes s'anaven complementant o substituint pels d'Ibèria, Baspracània, Edessa i Aní. I a mitjan segle xi sembla que tots els temes d'Armènia estaven sota el govern d'un sol estrateg.
La llista d'emperadors guerrers, que va culminar amb Basili II, va portar a una situació que va fer que cap al 1025 l'Imperi Romà d'Orient fos més poderós que qualsevol dels seus enemics. Les forces mòbils dels tagmata van guanyar en importància sobre els antics exèrcits dels temes i la flota, que aviat van començar a quedar desatesos. De fet, a començaments del segle xi, el servei militar s'evitava a canvi de fer un pagament. Per una banda els ducats fronterers eren capaços d'afrontar per ells mateixos la majoria d'amenaces, però per altra banda, la dissolució de l'antic sistema defensiu dels temes va privar l'Imperi d'una bona base estratègica de defensa. Amb la dependència en augment de mercenaris estrangers i en els exèrcits d'estats aliats o vassalls, van sorgir revoltes i guerres civils com a resultat de l'abisme la burocràcia civil de Constantinoble i les elits militars terratinents (els dynatoi) i, cap a l'època de la batalla de Mantziciert el 1071, l'exèrcit romà d'Orient estava en plena crisi que finalment va portar al seu col·lapse després de la batalla.

## Del s.XI fins a l'acabament de l'imperi
Durant el segle xi l'Imperi Romà d'Orient va començar a adquirir deutes de guerra, per exemple Romà IV Diògenes es va comprometre amb els seljúcides a un pagament anual d'1.500.000 pel rescat de ciutadans romans d'Orient i 360.000 peces d'or de tribut. Això va portar a un empobriment de l'estat, una constant devaluació de la moneda (l'emperador Miquel VII va rebre el sobrenom de Parapinaces, que vol dir «menys d'un quart».) i a retallades en el manteniment de l'exèrcit de cada tema. Les dificultats econòmiques van fer que Aleix I Comnè hagués de vendre l'or de les esglésies per pagar els soldats i, trobant que el mateix exèrcit era insuficient, va demanar suport a la República de Venècia (que ho van fer a canvi de diners) i al papa Urbà II, que va convocar la primera croada. Als caps croats se'ls va pagar amb donacions de part del territori reconquerit i això va portar a una redistribució dels territoris assignats a cada tema. El successor d'Aleix, Joan II, va voler sortir de la crisi anul·lant els privilegis comercials als venecians, però això només va servir perquè aquests passessin de ser aliats a ser atacants de l'imperi i, per arribar a la pau, l'imperi va haver de pagar més compensacions de guerra. Les següents croades van portar els mateixos problemes, el territori de Xipre es va perdre perquè Reinald de Chatillon deia que l'emperador Manuel li devia diners. En paral·lel al sistema organitzatiu dels temes, Manuel Comnè, es va voler guanyar el favor dels aristòcrates amb el sistema de les pronees.
L'any 1203 els croats amb la complicitat dels venecians, van prendre la capital i durant l'any següent van establir l'Imperi Llatí tot i que alguns temes van romandre insurrectes. Durant el període que va durar l'Imperi Llatí, els governants de Trebisonda no van poder evitar que els musulmans convertissin alguns temes en emirats. Els llatins van provar d'instaurar el sistema feudal que estava en funcionament a occident però no va encaixar gaire.Es va establir la pràctica entre els estats que no es van sotmetre als llatins, de ser lleials a una sola dinastia per cada territori (els Ducas a l'Epir, els Làscaris a Nicea), o governar a través de parents formant apanatges i en moments de guerra civil alguns comerciants rics van assumir la funció dels governants. Els emperadors de Trebisonda van governar sobre l'antic tema de Khaldia, que van subdividir en turmae i banda.
El nou estat dels croats va durar fins al 1261, any en què Miquel VIII Paleòleg, emperador de Nicea va reconquerir Constantinoble i va expulsar els llatins. Amb ell es van reorganitzar els temes en petites administracions que no eren més que ciutats i la corresponent rodalia, que després va unir per formar apanatges i va intentar recuperar el sistema dels temes si més no per la necessitat de defensa però li fou impossible per qüestions econòmiques. Com a conseqüència dels problemes financers, Miquel VIII va decidir deixar de donar l'aportació monetària que els anteriors emperadors de Nicea havien destinat al manteniment dels colons que guardaven la frontera oriental. Quan aquests colons van començar a ser víctimes d'incursions pels diferents pobles musulmans que habitaven a l'altra banda de la frontera oriental (seljúcides, otomans), van decidir emigrar a un altre lloc i van deixar la frontera totalment desprotegida. Llavors Miquel va enviar un exèrcit amb el seu germà Joan, però quan va arribar diversos grups d'otomans ja s'havien establert i es va haver de conformar a reforçar la fortalesa de Tral·les i vigilar la vall del riu Meandre. Des de llavors es va assegurar que aquests soldats rebessin una bona paga amb regularitat. El seu successor va heretar una tresoreria gairebé buida i gairebé la totalitat del que es recaptava era per pagar deutes. Andrònic II va provar de fer algunes reformes: va canviar el sistema administratiu al Peloponès nomenant funcionaris imperials amb competències més àmplies i amb períodes de nomenament més llargs, l'exèrcit romà d'Orient es va reduir al mínim en tot el territori, i finalment va haver de devaluar la moneda. A començaments del segle xiii la moneda romana d'Orient posseïa el 90% del seu valor nominal i aquest percentatge va descendir a menys del 50% a començaments del segle xiv. Al mateix temps que baixava el valor de la moneda pujaven els preus dels aliments, cosa que va portar a una greu crisi econòmica. Agreujat per la guerra civil (1341-1347) i la pesta negra (1347-1349) l'imperi va perdre més territoris (Albània, Epir, Tessàlia) que van passar a ser administrats pels serbis. La contractació de la Gran Companyia Catalana només va aconseguir empitjorar el deute. En els anys següents la situació va ser insostenible i era inevitable la caiguda de l'imperi en mans dels otomans.

## Organització
La paraula «tema» pot resultar ambigua, ja que tant es refereix a un destacament militar com una divisió administrativa. L'aspecte militar s'organitzava generalment de la següent manera: als soldats se'ls donava una explotació agrària per al seu manteniment. El tema era una unitat militar sota el comandament d'un estrateg i encara que els soldats havien de fer també de pagesos, no eren els propietaris de les terres que treballaven, l'estat n'era el propietari i el que obtenien d'elles era un complement a la seva paga. Si acceptaven aquestes condicions, els qui entraven a formar part de l'exèrcit, acceptaven també que els seus descendents també servirien en l'exèrcit i treballarien les terres; d'aquesta manera reduïen la imatge desagradable d'un servei militar obligatori i improductiu, al mateix temps aconseguien mantenir un exèrcit amb pocs diners. Al mateix temps era positiu perquè estimulava l'assentament de colons en les noves terres conquerides, els quals se sentien segurs per estar convivint amb soldats i, com més terres conquerien més terres tenien assignades al seu manteniment.
El responsable d'un tema no ho era només dels seus soldats, també ho era de la jurisdicció civil. Amb els temes l'organització establerta per Dioclecià, que distingia entre governadors civils (praesides, etc.) i la comandància militar (duces, etc.), fou abolida i l'imperi va tornar a un sistema més semblant al de l'època de la República Romana o al del Principat, quan els governadors provincials assumien molt de poder amb relació a la regió assignada.
La següent taula il·lustra l'estructura militar dels temes, prenent com a exemple el tema de Tràcia, c. 902-936:

## Llista de temes entre el 660 i el 930
La següent llista inclou els primers temes de gran extensió establerts des de la creació d'aquest sistema organitzatiu vers l'any 660 fins al començament de les grans conquestes vers l'any 930 i la creació dels temes de mida menor. Els temes estan ordenats alfabèticament (seguint l'alfabet grec) i els temes marítims (θέμα ναυτικόν) estan marcats amb el símbol (≈).
| Topònim                                            | Data                           | Habitat o colonitzat per                                                              | Divisions posteriors                                           | Capital                                  | Territoris originals                                                                       | Altres ciutats |
| -------------------------------------------------- | ------------------------------ | ------------------------------------------------------------------------------------- | -------------------------------------------------------------- | ---------------------------------------- | ------------------------------------------------------------------------------------------ | --- |
| Tema de l'Egeu Θέμα του Αιγαίου Πελάγους           | 842/843                        | amb gent de Cibirra provinents de droungaris independents                             |                                                                | potser Mitilene o Metimna                | Lesbos, Lemnos, Quios, Imbros, Tènedos, Hel·lespont, Espòrades i Cíclades                  | Metimna, Mitilene, Quios, Alexandria Troas, Abidos de Mísia, Làmpsac, Cízic, Sestos, Gal·lípoli                                                |
| Tema dels Anatòlics Θέμα των Ανατολικών            | 669/670                        | nova creació                                                                          | Capadòcia (830)                                                | Amòrion                                  | Frígia, Pisídia, Isàuria                                                                   | Iconi, Polibotos, Filomèlion, Acròinon, Sínnada, Sozòpolis, Thebasa, Antioquia, Derbe, Laranda, Isàuria, Pessinus                              |
| Tema dels Armeníacs Θέμα των Αρμενιακών            | 667/668                        | nova creació                                                                          | Khaldia (842) Carsiànon (863) Colònia (863) Paflagònia (826)   | Amasia                                   | Pont, Armènia Menor, nord de Capadòcia                                                     | Sinope, Amisos, Eukhaita, Comana Pòntica |
| Tema dels Buccel·laris Θέμα των Βουκελλαρίων       | 767/768                        | amb gent d'Opsícion                                                                   | Paflagònia (en part), Capadòcia (en part), Quersonès (en part) | Ancyra                                   | Galàcia, Paflagònia                                                                        | Tion, Heraclea Pòntica, Claudiòpolis, Cratea, Juliopolis, Lagania, Gòrdion                                                                     |
| Tema de Capadòcia (≈) Θέμα Καππαδοκίας             | 830                            | amb armenis i buccel·laris                                                            |                                                                | fortalesa de Koron, després Tíana        | Sud-oest Capadòcia                                                                         | Podandos, Nissa, Lúlon, Tíana, Nazianz, Heraclea Cybistra                                                                                      |
| Tema de Cefalònia Θέμα Κεφαλληνίας                 | 809                            |                                                                                       | Langobàrdia (910) Nicòpolis (899)                              | Cefalònia                                | Illes Jòniques, Pulla                                                                      | Corfú, Zàkinthos, Lèucada |
| Tema de Càldia Θέμα Χαλδίας                        | c. 840                         | armenis (originalment una turma)                                                      | Ducat de Khaldia                                               | Trebisonda                               | costa del Pont                                                                             | Rhizous, Cerasous, Polemonion, Paiperta |
| Carsiànon (≈) Θέμα Χαρσιανού                       | 863-873                        | armenis (originalment un turma), gent de la Bucel·lària                               |                                                                | Cesarea                                  | Nord-oest Capadòcia                                                                        | Carsiànon |
| Tema de Querson o Klímata Θέμα Χερσώνος τα Κλίματα | 833                            | habitada pels khàzars al s. VIII i passà a ser romana d'Orient amb l'emperador Teòfil |                                                                | Quersonès                                | sud de Crimea                                                                              | Sudak, Teodòsia, Bòsfor, Galita |
| Tema dels Cibirreotes (Θέμα των Κυβυρραιωτών       | 697/698 o c. 720               | creat amb la flota dels karabisianoi                                                  | mar Egeu, Samos, Selèucia                                      | Samos, després Attaleia                  | Pamfília, Lícia, Dodecanès, illes de l'Egeu, costa de Jònia                                | Rodes, Mira, Cibirra, Limyra, Faselis, Side, Selinus, Anemúrion, Sagalassos, Termessos, Patara, Halicarnàs, Iassos, Milasa, Selge, Cnidos, Cos |
| Tema de Creta Θέμα Κρήτης                          | 767, i una altra vegada el 961 | Emirat de Creta v. 828 fins al 961                                                    |                                                                | Càndia                                   | Creta                                                                                      | Rethymnon, Gortys |
| Tema de Dalmàcia Θέμα Δαλματίας                    | 899                            | territoris nous                                                                       |                                                                | Idassa/Iadera                            |                                                                                            | Ragousa, Aspalathos, Polae, Tragyrion, Scardona                                                                                                |
| Tema de Dirràquion Θέμα Δυρραχίου                  | 842                            | territoris nous                                                                       |                                                                | Dirràquion                               | costa d'Albània                                                                            | Aulon, Apol·lònia, Lissos |
| Tema de l'Hèl·lade Θέμα της Ελλάδος/Ελλαδικών      | c. 690                         | karabisianoi                                                                          | Cefalònia (v. 809), Peloponès (811)                            | Corint, més tard Tebes (després del 809) | inicialment est del Peloponès i Àtica, després del 809 est de la Grècia Central i Tessàlia | (després del 809) Atenes, Làrissa, Farsàlia, Làmia, Termòpiles, Platea, Euripos, Demètries, Stagoi                                             |
| Tema de Colònia (≈) Θέμα Κολωνείας                 | probablement c. 842            | armenis, una clisura a començaments del s. ix                                         | Ducat de Khaldia                                               | Koloneia                                 | nord de l'Armènia Menor                                                                    | Satala, Nicòpolis, Neocaesarea |
| Tema de Longobardia Θέμα Λογγοβαρδίας              | 892                            | cefalis (originalment una turma)                                                      |                                                                | Barion                                   | Pulla                                                                                      | Tarantos, Brindesion, Hydrus, Gal·lípolis |
| Tema de Licandos Θέμα Λυκάνδου                     | 916                            | territori nou                                                                         |                                                                | fortalesa de Licandos                    | sud-est de Capadòcia                                                                       | Arabissos, Cocissos, Comana |
| Tema de Macedònia Θέμα Μακεδονίας                  | 802                            | Tràcia                                                                                | Estrímon                                                       | Adrianòpolis                             | Tràcia occidental                                                                          | Didymoteicho, Mosinopolis, Ainos, Maroneia |
| Tema de Mesopotàmia Θέμα Μεσοποταμίας              | 899-911                        | territoris nous                                                                       | Ducat de Mesopotàmia                                           | Kamacha                                  | part alta de l'Eufrates                                                                    | |
| Tema de Nicòpolis Θέμα Νικοπόλεως                  | 899                            | probablement provinent de la turma del Peloponès                                      |                                                                | Naupacte                                 | Regió de l'Epir, Etòlia, Acarnània                                                         | Ioannina, Butrot, Rogoi, Dryinoupolis, Nicòpolis, Himarra                                                                                      |
| Tema d'Opsícion Θέμα των Οψικίων                   | 680                            | nova creació                                                                          | buccel·laris (768), optimatoi (775)                            | Nicea                                    |                                                                                            | Prusa, Kios, Malagina, Dorilèon, Nacòlia, Crasos, Cotièon, Midaèon                                                                             |
| Tema dels Optimats Θέμα των Οπτιμάτων              | 775                            | opsicis                                                                               |                                                                | Nicomèdia                                | Bitínia a l'altra riba de Constantinoble                                                   | Calcedònia, Crisòpolis |
| Tema de Paflagònia Θέμα Παφλαγονίας                | prob. c. 820                   | armenis, buccel·laris                                                                 |                                                                | Gangra                                   |                                                                                            | Amastris, Ionopolis, Kastamonè, Pompeiopolis                                                                                                   |
| Tema del Peloponès Θέμα Πελοποννήσου               | 811                            | part d'Èlide més nous territoris                                                      | Nicopolis (899)                                                | Corint                                   | Peloponès                                                                                  | Patres, Argos, Lacedemònia, Corint, Helos, Methòne, Elis, Monembasia                                                                           |
| Tema de Bassèn o Derzene Θέμα Φασιανής/Δερζένης    | 935                            | nous territoris més l'anterior tema de Mesopàtamia                                    | Ducat de Mesopotàmia                                           | Arsamòsata                               | Alta Armènia                                                                               | |
| Tema de Samos Θέμα Σάμου                           | 899                            | cibirris, anteriorment un drungariat del golf                                         |                                                                | Esmirna                                  | sud-oest de les illes de l'Egeu, costa de Jònia                                            | Samos, Efes, Milet, Magnesia, Tral·les, Lebedos, Teos, Clazòmenes, Focea, Pèrgam, Adramyttion                                                  |
| Tema de Sebaste (≈) Θέμα Σεβαστείας                | 911                            | armenis, antiga clisura c. 900                                                        |                                                                | Sebasteia                                |                                                                                            | Dazimon |
| Tema de Selèucia (≈) Θέμα Σελευκείας               | 934                            | cibirris, anteriorment una clisura                                                    |                                                                | Selèucia                                 |                                                                                            | Claudiòpolis |
| Tema de Sicília Θέμα Σικελίας                      | 700                            |                                                                                       | el romanent de Calàbria després de la conquesta musulmana      | Siracusa                                 | Sicília i Calàbria                                                                         | Catana, Tauromènion, Panormos, Acragant, Leontins, Hímera, Mazzara, Marsala, Trapani                                                           |
| Tema de l'Estrímon Θέμα Στρυμώνος                  | 899                            | macedonis, antigament una clisura (709)                                               |                                                                | Neàpolis                                 | aprox. l'actual regió grega de Macedònia Oriental i Tràcia                                 | Serres |
| Tema de Tessalònica Θέμα Θεσσαλονίκης              | 824                            |                                                                                       |                                                                | Tessalònica                              | aproximadament l'actual regió grega de Macedònia Central                                   | Beroia, Edessa, Dion, Ierissos, Moglena, Dioclecianopolis, Sèrvia                                                                              |
| Tema de Tràcia Θέμα Θράκης/Θρακώον                 | 680                            |                                                                                       | Macedònia                                                      | Arcadiopolis                             | Tràcia oriental, excepte Constantinoble                                                    | Selímbria, Bizie, Perinthos, Rhaedestos |
| Tema dels Tracesis Θέμα Θρακησίων                  | 687                            | nova creació                                                                          |                                                                | Chonae                                   |                                                                                            | Hieràpolis, Sardes, Tiatira, Laodicea |

## Llista de temes creats entre el 930 i el 1060
Aquests són els temes que es van establir durant les reconquestes romanes d'Orient: a Armènia, la península Itàlica i als Balcans.
| tema                                                          | data                   | capital       | ressenya |
| ------------------------------------------------------------- | ---------------------- | ------------- | --- |
| Artze Ἄρτζε                                                   | 975                    | Artze         | Tema menor que consta al Taktikon de l'Escorial. Fou cedit a David III d'Ibèria el 979, recuperat després de la mort d'aquest rei l'any 1000 i subordinat al catepanat d'Ibèria. La ciutat fou destruïda pels turcs el 1049.           |
| Asmosaton Ἀσμόσατον                                           | c. 938                 | Asmosaton     | Tema menor que va existir fins a la seva conquesta pels turcs el 1050. |
| Bòleron o Nou Estrímon Θέμα Βολερού/Νέου Στρυμώνος            | 970                    | Serres        | |
| Tema de Bulgària Θέμα Βουλγαρίας                              | 1018                   | Scupi         | Establert per Basili II després d'una victòria sobre Samuel de Bulgària i la caiguda del Primer Imperi Búlgar el 1018. Ocupava les àmplies regions de Skopje i Ocrida.                                                                 |
| Tema de Calàbria Θέμα Καλαβρίας                               | c. 950                 | Rhegion       | Després de la conquesta musulmana de Sicília, a diferència de l'antic tema de Sicília (902) aquest es limitava a la zona de Calàbria, però de vegades encara era esmentada pel seu antic nom.                                          |
| Carpezici Χαρπεζίκιον                                         | 949                    | Carpezici     | Un tema menor. |
| Chavzizin Χαυζίζιον                                           | 940                    | Chavzizin     | Un tema menor que cobria l'àrea de les muntanyes de Bingöl Dağ. |
| Cozanon Χόζανον                                               | potser el 948 o el 952 | Cozanon       | Un tema armeni. |
| Tema de Xipre Θέμα Κύπρου                                     | 965                    | Leukòsia      | Condomini arabo-romà d'Orient del 688 fins a la conquesta definitiva pels romans d'Orient el 965. |
| Derzene Δερζηνῆ                                               | 948/952                | Chozanon      | Un tema menor, l'administració de Derzene va estar sovint confiada a funcionaris del tema de Càldia. |
| Edessa Θέμα Εδέσσης                                           | 1032                   | Edessa        | Territori capturat per Jordi Maniaces el 1032, va esdevenir la seu d'un estrateg i després d'un duc fins que fou conquerida pels turcs el 1086.                                                                                        |
| Ciutats de l'Eufrates Παρευφρατίδαι Πόλεις                    | c. 1032                |               | Tem menor. |
| Hexacomia o Hexàpolis Ἑξακωμία/Ἑξάπολις                       | 970                    |               | Tem menor, el seu nom vol dir 'les sis ciutats', una regió situada entre Licandos i Melitene. Sembla que també fou seu episcopal. |
| Ibèria θέμα 'Ιβηρίας                                          | c. 1001 o 1023         | Teodosiòpolis | Format a partir dels territoris de David III, el Principat d'Ibèria, l'antic Regne dels kartvels i el Taik, que va llegar a Basili II. No hi ha un acord sobre la data de la transmissió. Es va unir a Aní el 1045 i a Kars el 1064.   |
| Kama Κάμα                                                     | 970 o 975              |               | Tema menor que només consta al Taktikon de l'Escorial, de localització indeterminada. |
| Tema de Lucània Θέμα Λευκανίας                                | 968                    | Tursi         | |
| Mantziciert Ματζικέρτ                                         | 1000                   | Mantziciert   | Part dels territoris heretats de David III, fou la seu d'un estrateg i després probablement subordinats al duc de Baspracània. |
| Melitene Μελιτηνή                                             | 970 o 975              | Melitene      | Va esdevenir una kouratoreia després de la seva conquesta pel general Joan Curcues el 934. |
| Tema de Parístrion o Paradunavon Θέμα Παριστρίου/Παραδούναβον | 1020                   | Dorostrolon   | |
| Samosata Θέμα Σαμόσατα                                        | 958                    | Samòsata      | Fou la seu d'un estrateg després de la seva conquesta pels romans d'Orient el 958. |
| Tema de Sírmium Θέμα Σιρμίου                                  | 1018                   | Sírmium       | Establerta el 1018 al nord-oest de l'Imperi Búlgar (Sirmia) |
| Tarantas Θέμα Τάραντας                                        | 970 o 975              | Tarantas      | Tema menor que consta només a la llista del Taktikon de l'Escorial. |
| Taron Θέμα Ταρών                                              | 966                    |               | Una dependència de l'Imperi des de principis del segle x, la regió de Taron es va convertir en un tema el 966/967 i va ser una província romana d'Orient fins que es va perdre davant dels turcs després de la batalla de Mantziciert. |
| Tefrícia o Leontokome Θέμα Τεφρικής/Λεωντοκώμης               | 934 o 944              | Tefrícia      | Format com a clisura després de la conquesta romana d'Orient del territori paulicià a l'entorn de Tefrícia, reanomenat Leontokome en temps de Lleó VI, que va passar a ser un tema a la dècada del 930.                                |
| Teodosiòpolis Θέμα Θεοδοσιούπολις                             | 949 i també el 1000    | Teodosiòpolis | Constituït com a tema després de la conquesta romana d'Orient el 949, cedit a David III d'Ibèria el 979 i recuperat l'any 1000, fou la capital d'Ibèria.                                                                               |
| Baspracània Θέμα Βαασπρακανία                                 | 1021                   |               | Establerta quan Joan-Simbaci d'Aní, rei de Baspracània, va cedir el seu reialme a l'Imperi Romà d'Orient; va estar governada per un duc i per un catepà amb seu a Van; va durar fins l'ocupació turca després del 1071.                |

## Els darrers temes creats als s.XII-XIII
| tema                                     | data                 | capital | ressenya |
| ---------------------------------------- | -------------------- | ------- | --- |
| Maeandre                                 | 1204                 |         | Tema menor creat durant l'Imperi de Nicea, que finalment va formar part del sud del tema dels Tracesis. |
| Milasa i Melanoudion                     | 1143                 |         | Un tema menor que comprenia els territoris d'Àsia Menor al sud de la vall del riu Meandre, creat amb parts dels temes dels Cibirreotes i dels Tracesis. La seva existència va continuar dins l'Imperi de Nicea. |
| Tema de les Fortaleses Noves o Neokastra | entre 1162 i el 1173 |         | Creada amb territoris del nord dels Tracesis com a part de la reorganització de la frontera asiàtica establerta per Manuel Comnè; va perdurar durant l'Imperi de Nicea.                                         |